# Vedad Ibišević
Vedad Ibišević (* 6. srpna 1984, Vlasenica, Jugoslávie) je bývalý bosenský fotbalový útočník a reprezentant, který naposledy oblékal dres německého klubu FC Schalke 04.
Od 9. srpna 2021 je asistentem trenéra Pála Dárdaie v německé Herthě.
V roce 2008 získal ocenění Idol Nacije (v překladu Idol národa), což je cena udělovaná fotbalistovi roku v Bosně a Hercegovině. Účastník Mistrovství světa 2014 v Brazílii.

## Reprezentační kariéra
Vedad Ibišević byl v letech 2004–2006 členem bosenského mládežnického výběru U21.
V bosenském reprezentačním A-mužstvu debutoval pod trenérem Fuadem Muzurovićem proti domácímu Norsku 24. března 2007, kde nastoupil na hřiště v základní sestavě a odehrál kompletní utkání. Bosna a Hercegovina vyhrála tento kvalifikační zápas 2:1.
Ibišević patří mezi nemnoho bosenských hráčů, kteří v národním dresu docílili hattricku (mj. Elvir Bolić, Elvir Baljić, Zlatan Muslimović, Zvjezdan Misimović, Edin Džeko). Podařilo se mu to 7. září 2012 proti domácímu Lichtenštejnsku, Bosna rozstřílela v kvalifikačním utkání domácí celek 8:1. 6. září 2013 nastoupil na domácím stadionu Bilino Polje v Zenici v kvalifikačním utkání na MS 2014 proti Slovensku, který Bosna prohrála 0:1. Šlo o první porážku bosenského týmu v tomto kvalifikačním cyklu. Nastoupil i v odvetném kvalifikačním zápase 10. září 2013 v Žilině, kde Bosna porazila Slovensko 2:1 a uchovala si naději na první místo v základní skupině G. 15. října 2013 rozhodl svým gólem o výhře 1:0 nad domácí Litvou, Bosna a Hercegovina si tak zajistila první místo ve skupině a přímý postup na mundial. Celkem v kvalifikaci na MS 2014 nastřílel 8 gólů.
Zúčastnil se Mistrovství světa 2014 v Brazílii. Bosna obsadila se 3 body nepostupové třetí místo v základní skupině F, Ibišević vstřelil jednu branku v úvodním utkání proti Argentině (prohra 1:2).